# Хартенштайн (Бавария)
Хартенштайн (нем. Hartenstein) — община  в Германии, в Республике Бавария.
Подчиняется административному округу Средняя Франкония. Входит в состав района Нюрнберг. Население составляет 1374 человека (на 31 декабря 2010 года). Занимает площадь 22,80 км². Региональный шифр — 09 5 74 129. Местные регистрационные номера транспортных средств (коды автомобильных номеров) (нем. Kraftfahrzeugkennzeichen) — LAU.
Община подразделяется на 15 сельских округов.

## Население
По оценке на 31 декабря 2015 года население общины составляет 1472 чел.
| Дата      | 1840 | 1871 | 1900 | 1925 | 1939 | 1950 | 1961 | 1970 | 1987 | 2011 |
| --------- | ---- | ---- | ---- | ---- | ---- | ---- | ---- | ---- | ---- | ---- |
| Население | 828  | 1070 | 1103 | 1093 | 1057 | 1555 | 1455 | 1494 | 1307 | 1345 |

| Год       | 1960 | 1970 | 1980 | 1990 | 2000 | 2009 | 2010 | 2011 | 2012 | 2013 | 2014 | 2015 |
| --------- | ---- | ---- | ---- | ---- | ---- | ---- | ---- | ---- | ---- | ---- | ---- | ---- |
| Население | 1452 | 1476 | 1480 | 1584 | 1449 | 1384 | 1374 | 1362 | 1380 | 1435 | 1451 | 1472 |